# Вивекананда
Сва́ми Вивекана́нда (бенг. স্বামী বিবেকানন্দ МФА: [ʃami bibekanɔnd̪o]о файле; имя при рождении — Нарендрана́тх Да́тта (бенг. নরেন্দ্রনাথ দত্ত [nɔrend̪ronat̪ʰ d̪ɔt̪o]); 12 января 1863[…], Дом Свами Вивекананды, Британская Индия — 4 июля 1902[…], Белур, Британская Индия) — выдающийся индийский йог, философ Веданты и йоги, общественный деятель, ученик Рамакришны и основатель Ордена Рамакришны (Рамакришна Матх) и Миссии Рамакришны.

## Биография

### Рождение и юность
Родителями Нарендранатха Датты были Вишванатх Датта и Бхуванешвари Деви. Уже в детстве он проявил свой ум и острую память. Он практиковал медитацию с раннего возраста. В школьном возрасте он показывал хорошие результаты в учёбе, а также в различных играх. Он организовал любительскую театральную студию, гимнастический клуб и брал уроки по фехтованию, борьбе, гребле и другим видам спорта. Он также изучал инструментальную и вокальную музыку. Он был лидером среди своих друзей. Уже в юности он подверг критике суеверные обычаи и дискриминацию, основанную на кастовой системе и религии.
В 1879 году Нарендра поступил в Президентский колледж (Presidency College) в Калькутте для продолжения учёбы. Проучившись там один год, он перешёл в Шотландский церковный колледж, чтобы изучать философию. Помимо этого он осваивал логику и европейскую историю.
Примерно в это время он начал задавать себе вопрос - существует ли Бог и возможно ли Его видеть. По этой причине он вступил в Брахмо-самадж, популярное религиозное движение того времени, руководимое Кешаб Чандра Сеном. Он часто спрашивал лидеров Брахмо-самадж: видели ли они Бога, но никогда не получал удовлетворявший его ответ. Примерно в это время профессор колледжа У. Хасти рассказал ему о Рамакришне из Дакшинешвара.

### Ученик Рамакришны
Нарендра впервые встретил Рамакришну в ноябре 1881 года. Он задал Рамакришне тот же вопрос, который он задавал другим религиозным лидерам: видел ли он Бога. Рамакришна немедленно ответил: «Да, я видел Бога, подобно тому, как я вижу тебя, только более ясно». Нарендра был поражён и озадачен. Он чувствовал, что это слова не были ложью и исходили из души собеседника. Вследствие этого он начал часто посещать Рамакришну.
Все же, хотя Нарендра не смог сразу принять Рамакришну и его видения, он не пренебрегал общением с ним. Нарендре было свойственно всё тщательно проверять, прежде чем он мог бы принять это. Он проверял всё, что делал и говорил Рамакришна, но учитель был терпелив, снисходителен, весел и полон любви. Он никогда не просил Нарендру, чтобы тот отказался от здравого смысла, и относился ко всем аргументам и исследованиям Нарендры с бесконечным доверием. По прошествии времени Нарендра принял Рамакришну, и когда это случилось, его принятие было искренним. В то время, как Рамакришна преимущественно учил философии двойственности и пути бхакти ("любовной преданности Божеству") других своих учеников, он учил Нарендру адвайта-веданте: философии единства Бога.
В течение пяти лет его подготовки под руководством Рамакришны, Нарендра вырос из беспокойного, озадаченного, нетерпеливого молодого человека в зрелую личность, которая была готова отречься от всего ради осмысления Бога. Через время у Рамакришны развился рак горла, и он ушёл из жизни в августе 1886 года. После этого Нарендра и основная группа учеников Рамакришны, состоявшая в основном из молодых людей, приняла монашеские клятвы и отреклась от всего мирского. Они стали жить в доме в районе Калькутты, Баранагоре. Этот дом стал первым монастырем Ордена Рамакришны. Они просили милостыню на еду, а об их других потребностях заботились состоятельные ученики-домохозяева Рамакришны.

### Странствия по Индии
Вскоре молодые монахи Баранагорского монастыря захотели вести странствующую жизнь, не имея ничего, кроме одежды и чаши (патры) для подаяния. В июле 1890 года Вивекананда отправился в долгий путь, не зная куда приведёт его жизнь. В этом путешествии он прошёл вдоль и поперек весь Индийский субконтинент. В пути Вивекананда принимал различные имена подобно Свами Сатчидананда, Вивидишананда и т. п. Принять имя "Вивекананда", которое значит на санскрите «блаженство различения», было предложено ему махараджей Кхетри перед его поездкой в США.
В течение странствий Вивекананда останавливался как во дворцах махараджей, так и в хижинах бедняков. Он вошёл в тесный контакт с культурой других регионов и классов людей в Индии. Вивекананда видел неравенство в обществе и тиранию со стороны высших каст к представителям низших. Он понимал потребность в изменениях сознания нации, чтобы Индия смогла продолжить своё развитие. Он добрался до Каньякумари, мыс Коморин, самой южной точки Индийского субконтинента 24 декабря 1892 года. Там, по утверждениям его последователей, он переплыл через пролив и начал медитировать на одиноко стоящей скале. В течение трёх дней он размышлял о прошлом, настоящем и будущем Индии. Сейчас на этой скале в Каньякумари находится мемориал, посвящённый Свами Вивекананде.
Вивекананда отправился в Мадрас и рассказал о его планах развития Индии и других проектах в отношении индуизма для молодёжи. Слушатели были впечатлены как самим монахом, так и его идеями и стали уговаривать его поехать в США, чтобы представлять индуизм на "Всемирном парламенте религий". Приняв предложение, с помощью знакомых из Мадраса, раджи Рамнада, махараджей Майсура, Кхетри и Вивекананда отправились в своё путешествие в Америку.

### На Западе
Вивекананда выступил в 1893 году на "Всемирном парламенте религий" в Чикаго. В начале своей речи он обратился ко всем со словами: «Сёстры и братья Америки», эти слова вызвали множество оваций со стороны слушавших. Прибытие Вивекананды в США многие считают отправной точкой начала популяризации индуизма на Западе.
В течение нескольких лет после Парламента он основал центры веданты в Нью-Йорке и Лондоне, читал лекции в основных университетах и всюду старался вызвать всё больший интерес западного мира к индуизму. Его успех не обошёлся без конфликтов, большинство из которых были связаны с христианскими миссионерами, которых он жёстко критиковал. После четырёх лет постоянных турне, чтения лекций и ретритов на Западе он вернулся в Индию в 1897 году.

### Возвращение в Индию
Его поклонники заявляют, что он был шокирован приёмом, который получил, возвращаясь в Индию. Там он прочитал серию лекций, известную как «Лекции от Коломбо до Алморы», тем самым подняв моральное состояние подавленного в то время индийского общества. В 1897 году он основал Миссию Рамакришны. Эта организация по сей день является одиной из самых больших монашеских орденов индуистского сообщества на территории Индии и пользуется особым авторитетом и уважением среди многочисленных религиозно-общественных и благотворительных организаций.

## Принципы и философия
Вивекананду называют одним из предшественников движения нью-эйдж. Он полагал, что 

Бог один, отличаются лишь его имена, — утверждал он. — Одни называют его Аллахом, другие — Богом, кто-то Брахманом, кто-то Кали, кто-то — Рамой, Хари, Иисусом, Буддой
Вивекананда был известным и оригинальным мыслителем. Одним из его наиболее важных вкладов в мировую философскую мысль является демонстрация того, как идеи адвайта-веданты могут быть не только философски возвышенными и духовными, но и сугубо практическими и имеющими общественное, даже политическое значение. Он заявлял, что он получил одну из идей от Рамакришны — «Джива есть Шива» (каждая личность является божественной сама по себе). Эта идея стала его мантрой, и он создал понятие «даридра нараяна сева» — служение Богу, видя Его присутствие в бедных людях. Если на самом деле существует единство Брахмана, лежащее в основе всех явлений, тогда по какому принципу мы считаем себя лучше или хуже других? Это было тем вопросом, который он ещё давно задал себе. В конце концов он решил, что эти различия растворяются в ничто в свете единства, которое йог испытывает в состоянии Самадхи. Что возникает затем — сострадание к тем «индивидуумам», которые ещё не знают об Единстве и желание помочь им осознать это. Вивекананда не был сторонником популярной в то время парапсихологии, астрологии и т. п. (один пример этому можно обнаружить в его речи «Человек — творец своей судьбы», Собрание сочинений, том 8, где он говорит, что эта идея не способствует развитию людей в духовном прогрессе, а наоборот препятствует ему).
Свами Вивекананда принадлежал к тому течению Веданты, которое утверждало, что никто не может считаться истинно свободным до тех пор, пока свободными являются не все. Даже желание спасти собственную душу не должно занимать главную позицию в духовном мире, а только бесконечная работа над спасением других может быть истинным признаком просветлённого человека. Он основал Матх (санскр. - монастырь) и "Миссию Рамакришны",  основываясь на принципе «Атмано Мокшартхам Джагаддхитая Ча» (आत्मनॊ मोक्षार्थम् जगद्धिताय च) (санскр. - "Для собственного освобождения и на благо мира").
Вивекананда советовал "стяжать святость", быть бескорыстными и сохранять веру в себя. Он настойчиво рекомендовал практику брахмачарьи (целибата). В одной из бесед с его другом детства Шри Прия Натх Синхом рассказал, что поддерживает физические и умственные силы благодаря практике брахмачарьи.
Тем не менее, Вивекананда также настаивал на строгом разделении между религией и государством (церковью и государством), этой позиции твёрдо придерживается основанная им организация. Хотя общественные традиции были сформированы в прошлом под влиянием религии, в настоящее время религия не должна вмешиваться в такие вопросы как, например, брак, наследство и так далее. Идеальное общество должно быть смесью брахманского знания, кшатрийской культуры, эффективностью вайшьи и равенством с шудрами. Преобладание какой-либо из них ведёт к появлению различного рода односторонне развитых гражданских обществ. Вивекананда считал, что религия или какая-либо другая сила такого рода не должна быть использована, чтобы построить идеальное общество, поскольку это препятствовало бы естественному развитию.
В России Вивекананду переводил Я. К. Попов. С 1906 по 1914 гг. были сделаны переводы основных сочинений Вивекананды. В 1983 - 1995 гг.  произведения Вивекананды, переведённые и изданные в русских переводах ещё до революции, переизданы в России и странах СНГ.

## Сочинения
- Бхакти-йога
- Жнана-йога (1895)
- Карма-йога
- Мой учитель
- Пара-бхакти, или Высшее богопочитание
- Практическая веданта (10 ноября 1896)
- Раджа-йога
- Шесть наставлений о раджа-йоге
- Все работы в chm формате
- Йога-сутры Патанджали в изложении Вивекананды

## Память
В честь Вивекананда назван аэропорт в Райпуре.